# Laurent Gbagbo
Laurent Gbagbo, född 31 maj 1945 i Mama nära Gagnoa, är en ivoriansk politiker, och var Elfenbenskustens president mellan den 26 oktober 2000 och den 11 april 2011.
Gbagbo tillhör bétéfolket och är katolik. Han har studerat på Université Félix-Houphouët-Boigny och på Sorbonne i Paris. Han är en veteran inom oppositionsrörelsen i Elfenbenskusten, och fängslades redan 1971 för sina oppositionella åsikter. Efter en aktiv fackföreningskarriär var han mellan 1982 och 1988 i exil i Paris. Han ställde upp i presidentvalet 1990, och fick 11 % av rösterna.
Efter militärkuppen 1999 deltog han i övergångsregeringen, och han var en av få oppositionskandidater som tilläts ställa upp i presidentvalet hösten 2000. Efter valet avbröt kuppgeneralen Robert Guéï rösträkningen och förklarade sig själv som president, vilket utlöste stora upplopp. Generalen lämnade därefter landet, och Gbagbo förklarade sig därefter som vinnare av presidentvalet.
I presidentvalet som hölls i november 2010 förlorade Gbagbo officiellt med 45,9 % av rösterna mot oppositionsledaren Alassane Ouattara som fick 54,1 %. Ouattara erkändes som segrare av Förenta nationerna, USA, ECOWAS, Afrikanska unionen och Europeiska unionen, medan Elfenbenskustens grundlagsråd och Gbagbo själv hävdade att det var han som vann, och han vägrade avgå till förmån för Ouattara. Under de första tre månaderna av 2011 pågick andra ivorianska inbördeskriget mellan Ouattaras och Gbagbos anhängare.
Den 11 april greps Gbagbo i sitt residens i Abidjan av franska styrkor och FN-trupper. I och med gripandet tvingades han också att lämna presidentposten till förmån för Ouattara.